# Gudrun Schyman

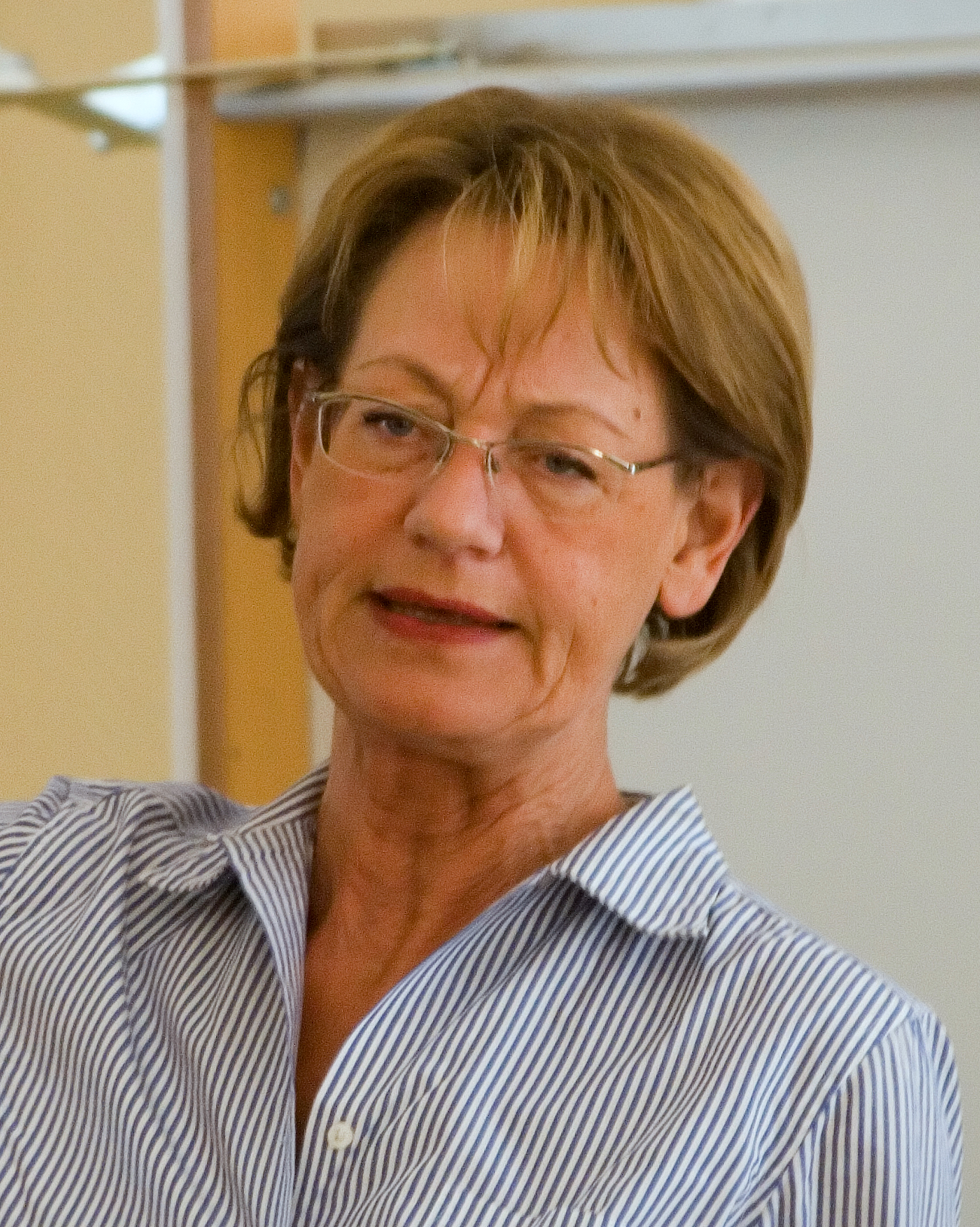
Gudrun Schyman, 2009

Gerd (Gudrun) Maria Schyman (* 9. Juni 1948 in Täby) ist eine schwedische Politikerin und Feministin. Von 1993 bis Januar 2003 war sie Vorsitzende der schwedischen Vänsterpartiet (Linkspartei). Aufgrund von Steuerbetrugsvorwürfen musste sie ihr Amt abgeben, blieb aber zunächst Mitglied der Linkspartei. 2004 verließ sie die Partei, um sich für den schwedischen Feminismus zu engagieren. Sie war von 1988 bis 2006 Mitglied des Schwedischen Reichstags, ab 2004 als unabhängige Abgeordnete. Von 2005 bis 2011 war sie Parteivorsitzende der von ihr mitgegründeten Partei Feministiskt initiativ (FI; Feministische Initiative).

## Politische Karriere
Schyman begann ihre politische Karriere im Marxist-Leninistiska Kampförbundet (Marxistisch-Leninistischer Kampfbund). 1977 wechselte sie zur Vänsterparti Kommunisterna (Linkspartei die Kommunisten, 1990 umbenannt in Vänsterpartiet) und wurde nach dem Ende des Kalten Krieges und dem Fall der Sowjetunion 1993 zur Vorsitzenden der Partei gewählt.
Während ihrer Zeit als Vorsitzende verdoppelte sich die Zahl der Vänsterparti-Abgeordneten. Der Feminismus wurde zur ideologischen Basis der Partei. 2003 wurde sie beschuldigt, die Steuerbehörden in die Irre geführt zu haben, indem sie versucht habe, illegale Steuerabzüge zu machen. Schyman trat daraufhin zurück; ihre vorläufige Nachfolgerin wurde Ulla Hoffman. Das Strafverfahren endete mit einem Strafbefehl über 50 Tagessätze Geldstrafe. Außerdem musste sie 21.750 Kronen an die Staatskasse nachzahlen.
Im Sommer 2005 gründete sie zusammen mit der Literaturwissenschaftlerin Ebba Witt-Brattström, der Universitätsdozentin für Gender Studies und Homosexuellen-Aktivistin Tiina Rosenberg und der Studentenpolitikerin Sofia Karlsson die Partei Feministiskt initiativ. Bei den Reichstagswahlen 2006 erzielte diese 0,68 Prozent der Stimmen und verfehlte damit die Vier-Prozent-Hürde für einen Einzug in den Reichstag. 2009 kandidierte Feministiskt initiativ zur Europawahl 2009 und erzielte 2,2 Prozent der abgegebenen Stimmen. Bei den Reichstagswahlen 2010 verfehlte Schymans Partei mit 0,4 Prozent der abgegebenen Stimmen erneut die Vier-Prozent-Hürde.
Gudrun Schyman nahm im Jahr 2010 mit Partner Björn Törnblom an der Tanzshow Let’s Dance teil.